# Podgórze (Ukraina)
Podgórze, Lachowce (ukr. Підгір'я, Pidhirja) – wieś na Ukrainie, w obwodzie iwanofrankiwskim, w rejonie bohorodczańskim, nad Bystrzycą Sołotwińską. W 2024 roku liczyła ok. 2,1 tys. mieszkańców.
Wieś została założona w 1441 roku. Prywatna wieś szlachecka prawa wołoskiego Lachowce, położona była w ziemi halickiej województwa ruskiego. W II Rzeczypospolitej miejscowość była siedzibą gminy wiejskiej Lachowce w powiecie stanisławowskim województwa stanisławowskiego.
Wieś funkcjonowała do 1944 roku pod nazwą Lachowce (ukr. Ляхівці), a w latach 1944–1963 jako Bystrycia (ukr. Бистриця).

## Zabytki
- drewniana cerkiew Narodzenia Pańskiego z 1932 roku
- drewniana dzwonnica cerkwi Narodzenia Pańskiego z 1932 roku